# Aphrophora jacobii
Aphrophora jacobii är en insektsart som beskrevs av Metcalf 1962. Aphrophora jacobii ingår i släktet Aphrophora och familjen spottstritar. Inga underarter finns listade i Catalogue of Life.